# The Saint in London
Pour les articles homonymes, voir Le Saint.
Série
The Saint Strikes Back
(1939) The Saint's Double Trouble
(1940)
Pour plus de détails, voir Fiche technique et Distribution.
The Saint in London est un film américain réalisé par John Paddy Carstairs, sorti en 1939, d'après la nouvelle de Leslie Charteris The Million Pound Day extraite du recueil The Holly Terror publié en France sous le titre Le Saint à Londres chez Arthème Fayard,dans lequel, à Londres, Le Saint traque une bande de faussaires.

## Synopsis
De retour à Londres, Simon Templar, alias "le Saint", rencontre et engage un ex-détenu nommé Dugan lors d'un rendez-vous avec Sir Richard Blake, un de ses amis dans le renseignement britannique, qui le recrute pour enquêter sur un espion présumé du nom de Bruno Lang. Lors d'une fête un week-end, il emmène Lang chez lui après avoir rencontré une belle jeune femme aventureuse nommée Penny Parker, qui le suit après avoir réalisé qu'elle est fascinée par ses exploits. Elle l'aide à s'échapper après avoir volé des preuves contre Lang dans son coffre-fort.

## Fiche technique
- Réalisation : John Paddy Carstairs
- Scénario : Lynn Root et Frank Fenton, d'après la nouvelle The Million Pound Day extraite du recueil  de Leslie Charteris The Holly Terror
- Images :  Claude Friese-Greene
- Musique : Marr Mackie
- Son : Cecil Thornton
- Montage : Douglas Robertson
- Production : RKO Radio Pictures
- Producteur : William Sistrom
- Distribution : RKO Radio Pictures
- Genre : film policier
- Pays de production :  États-Unis
- Année de tournage : 1939
- Durée : 72 minutes
- Format : 35mm - noir et blanc
- Date de sortie :
  - États-Unis : 29 juin 1939

## Distribution
- George Sanders : Simon Templar
- Sally Gray : Penny Parker
- David Burns : Dugan
- Gordon McLeod : Inspecteur Claude Teal
- Henry Oscar : Bruno Lang
- Athene Seyler : Mme Buckley
- John Abbott  : Comte Stephen Duni
- Ralph Truman : Kussella
- Charles Carson : M. Morgan
- Carl Jaffe : Stengler
- Norah Howard : Mme Morgan
- Ballard Bekerley : Sir Richard Blake
- Charles Paton : Le propriétaire du bureau de tabac

## Commentaires
Tous les premiers romans de Leslie Charteris mettant en scène Le Saint de 1928 à 1935 se déroulaient en Angleterre et le plus souvent à Londres et dans ses environs, ce que les deux premiers films RKO avaient eu tendance à nous faire oublier, d'où notamment l'absence de l'inspecteur Teal, des divers appartements qu'habite le héros lui permettant par des passages secrets de passer de l'un à l'autre et d'échapper à Scotland Yard. On peut citer deux romans de Charteris Le Saint à Londres et Le Saint contre Teal sur ce canevas. Les romans prennent une nouvelle tournure avec The Saint in New York en 1935 qui sort le lecteur de son univers familier. Ce nouveau film vient nous rappeler que Simon Templar est anglais et réside à Londres.
Il s'agit donc, pour le troisième film du Saint produit par RKO et du deuxième avec George Sanders dans le rôle de Simon Templar, d'un retour aux sources du personnage littéraire. Lorsque le réalisateur John Paddy Carstairs, qui plus tard réalisera deux épisodes avec Roger Moore, et permit aussi par son amitié avec Leslie Charteris de finaliser l'accord avec les producteurs Robert S. Baker et Monty Berman pour la télévision, rencontre Sanders, il est surpris de se trouver face à un homme assez réservé et timide malgré les apparences.
Le metteur en scène est consterné car l'acteur est rasé, il vient de tourner un film, Les Aveux d'un espion nazi d'Anatole Litvak, qui a nécessité cela. Carstairs relate le choc qu'il reçut en voyant son acteur dans son autobiographie Honest Injun!. Il constate que George Sanders est un peu désemparé et  nécessite d'être rassuré. Il a besoin de conseils, d'aide et d'encouragements, loin de l'arrogance supposée dont on l'a affublé bien à tort.
L'histoire se passant à Londres, on fait connaissance avec l'inspecteur Claude Eustace Teal, l'ennemi juré de Templar. Gordon McLeod qui l'interprète reviendra dans trois autres films RKO, firme qui fidélise ses acteurs (L'inspecteur Fernack est également toujours joué par le même acteur lorsque l'action se situe aux Etats-Unis).
Le producteur William Sistrom (et Carstairs l'approuvait) avait le projet de faire une grande star de la vedette féminine du film, Sally Gray, mais elle refusa de quitter l'Angleterre. Sistrom le regretta car elle avait un potentiel énorme pour réussir à Hollywood.
Les scénaristes sont restés assez fidèles à la nouvelle, excepté le fait qu'ils ont enlevé (encore) le personnage de Patricia Holm, la fiancée de Templar dans les livres, par le personnage de Dugan, interprété par David Burns. Dans la nouvelle, il y avait un géant noir qu'affronte Simon Templar, Ngano : il n'apparaît pas dans le film où il est remplacé par un gangster blanc. Toutefois, le spectateur qui a lu la nouvelle de Charteris avant de voir le film constate que l'adaptation a rarement été aussi proche du livre, chose qui au fil des décennies va être de plus en rare, jusqu'au moment où certains films et séries du Saint sont difficiles à raccorder aux romans originaux. Le changement le plus flagrant étant d'avoir lissé le côté dur et violent du héros pour en faire un bon samaritain désintéressé.
Leslie Charteris adora le film selon ce que relate Carstairs, au point de considérer par la suite que c'était le meilleur de ceux qui furent adaptés de ses livres. Ce qui peut paraître paradoxal quand on sait qu'il n'a jamais aimé George Sanders. Charteris devait sans doute se baser sur le travail du metteur en scène à qui il dédia une aventure littéraire du Saint, le roman The Saint in the Sun.
Le film fit 140 000 dollars de bénéfices. Carstairs était au comble de la joie qui fut assombrie par le décès de son père avant la première au cinéma Plaza.
Lorsque Robert S. Baker et Monty Norman tournèrent la série avec Roger Moore, la nouvelle The Million Pound Day ne fut pas adaptée, il n'y a donc pas eu de remake de ce film. John Paddy Castairs réalisa deux épisodes de la série, La flèche de Dieu (saison 1), et Une jeune femme romanesque (saison 2).

## DVD
Le film a été édité en DVD par les éditions Montparnasse